# Южнопуэбланский миштекский язык
Южнопуэбланский миштекский язык (Acatlán Mixtec, Mixteco de la frontera Puebla-Oaxaca, Mixteco del Sur de Puebla, Southern Puebla Mixtec, Xayacatlán Mixtec) — миштекский язык, на котором говорят в муниципалитете Сапотитлан-Пальмас штата Оахака; в муниципалитетах Акатлан, Петлальсинго, Сан-Херонимо-Хаякатлан, Хаякатлан-де-Браво штата Пуэбла в Мексике.